# 레이저 의학
레이저 의학은 레이저 기초과학, 레이저 안전수칙과 임상적응용을 고출력레이저, 저출력레이저를 이용하여 레이저 외과, 레이저성형수술, 레이저를 이용한 재활치료 내과적인 치료 그리고 레이저를 이용한 진단에 적용하는 의학이다.

## 레이저의 기초

### 보통의 광선과의 차이
레이저의 경우 태양빛에 비하여 단위 면적당 얻어지는 에너지가 훨씬 많은데, 태양빛은 직경 1000분의 1mm 크기에 집광(集光)시키는 것이 어렵지만 레이저 광(光)이라면 그것이 가능하다. 이 때문에 1ｍW 출력의 레이저라도 단위 면적당으로는 태양빛의 100만 배의 에너지 밀도가 된다. 1ｍW라면 꼬마 전구를 켤 수 있는 전기보다도 더욱 작은 출력이다. 이렇게 되면 종이를 태우는 정도가 아니라 출력 여하에 따라서는 사람을 살상할 능력까지 지니고 있다. 레이저 광이 '살인 광선'이라는 달갑지 않은 이름을 얻은 것도 바로 그 때문이다. 1960년 7월, 미국의 T. H. 마이먼 박사는 여러 과학자들과 보도진 앞에서 레이저 빔으로 풍선을 터뜨려 보였다. 그 때부터 이 빛의 마술은 새로운 도구로서 과학사(科學史)에 획기적인 한 페이지를 추가하게 되었다. 빛이 파동의 성질을 지니고 있다는 것은 오래전부터 알려져 있다. 자연광(自然光)이 서로 다른 많은 파장(波長)과 위상(位相)의 빛이 섞여 있는 데 비하여 레이저 광은 단일 파장 동위상(同位相)의 빛이다. 파장이란 물결의 봉우리와 봉우리, 혹은 골짜기와 골짜기 사이의 길이를 말한다. 빛은 파장마다 일정한 색을 가지고 있으므로 단일 파장인 레이저 광은 단일색이 된다. 레이저의 선명한 색의 비밀은 여기에 있다. 다만 레이저에는 모두 색이 있는 것은 아니다. 가시광(可視光) 이외의 파장을 가진 레이저 광이라면 모양도 색깔도 보이지 않는다. 위상이란 물결의 어긋남을 말하는데, 동위상이라는 것은 물결의 봉우리와 봉우리, 골짜기와 골짜기가 일치하고 있는 것으로, 다시 말해서 꼭 겹쳐 있다고 생각하면 된다. 이 때문에 레이저 광은 자연광에 비하여 매우 잘 다듬어진 '깨끗한 물결'의 빛이라 할 수가 있다. 그리고 레이저 광은 아무리 먼 거리까지 가도 빛이 퍼지지 않는다. 자연광이 사방팔방으로 확산해 버리는 데 비하여, 레이저 광은 똑바로 일직선으로 뻗어 간다. 이와 같은 성질을 지닌 레이저는 많은 분야의 관심을 끌어 눈 깜짝할 사이에 사용용도가 확대되어 갔다. 빛 본래의 성질에 더하여 그 강력한 에너지를 이용하여 공업·의료·핵융합·계측·정보 기억·광통신에 이르기까지 탄생 후 불과 35년 동안에 눈부시게 연구 개발되어 용도가 확대되어 왔다.

### 강한 에너지를 내는 방식
빛을 증폭한다는 것은 간단히 말하면 빛의 힘을 강하게 만드는 것을 말한다. 그것은 어떤 물질을 구성하는 원자와 분자를 자극하여, 빛 등의 전자파를 에너지로서 꺼내는 것을 말한다. 물질에는 각각의 고유한 에너지 레벨이 있어, 증폭되었을 때에 방출되는 빛의 에너지도 각각 일정한 값을 갖는다. 방출되는 빛의 파장이 물질마다 달라지는 것은 그 때문이다. 분자와 원자는 통상 각각 일정한 에너지 레벨에서 안정되어 있는데, 이것을 기저 상태(基底狀態)라 한다. 그런데 밖으로부터 자극을 받으면 에너지 레벨이 높은 여기 상태가 된다. 이 때의 분자와 원자는 매우 불안정하기 때문에 에너지 레벨이 낮은 안정 상태로 돌아가려고 빛을 방출한다. 이 자연 방출로 얻어지는 빛은 무질서한 빛이 혼재하여 파장도 위상도 제각기 다르다. 이와 같은 빛을 '인코히런트'한 빛이라 하는데, 이 빛은 우리가 일상 생활에서 체험하는 빛과 똑같은 것이다. 한편 원자와 분자는 자신이 자연 방출하는 빛과 똑같은 파장의 빛에 부딪치면 유도되듯이 빛을 방출하는 성질이 있다. 이 빛은 원래의 빛과 파장·위상·진행 방향도 완전히 똑같은 가간섭적(可干涉的) 코히런트(coherent) 빛이다. 레이저 광을 꺼내는 데는 광공진기(光共振器)를 사용한다. 이것은 광축(光軸)이 일치하도록 좌우에 서로 마주보는 거울을 놓고, 그 사이에 레이저 발진(發振)을 시키기 위한 물질 ,레이저 매질(媒質)을 놓은 것이다. 매질로서는 결정(結晶)을 비롯한 고체 외에 액체, 기체도 사용되는데 현재까지 수천 종류에 이르는 레이저 광이 확인되고 있다. 이 광공진기의 레이저 매질에 자극을 주어 연속적으로 여기(勵起)를 만들어 내면, 자연 방출과 유도 방출이 일어난다. 자연 방출도 유도 방출도 처음에는 제각기 다른 방향을 향해서 일어나지만 좌우의 거울에 수직으로 닿는 빛만은 반사되어 거울 사이를 몇 번이고 왕복하는 동안에 유도 방출을 되풀이하여 레이저 광으로 성장해 간다. 이때 한쪽 거울에 부분 투과성의 것을 사용하면 내부를 왕복하고 있는 빛의 일부분이 광공진기 밖으로 방출된다. 이렇게 해서 레이저 광이 발생되는 것이다.

### 빛의 공작 기계
레이저 가공은 강력한 출력의 레이저를 사용하여 혈관의 용접, 저출력레이저 재활치료 및 피부 미용 그리고 내시경 수수에 광범위하게 이용된다.새로운 기술로 작동 속도가 빠르고 초점을 정확히 맞출 수가 있기 때문에 여러 분야에 이용되고 있다. 매우 작은 점에 집광(集光)할 수 있고 에너지 밀도가 큰 것이 레이저의 특성이기 때문이다. 가장 단단한 다이아몬드를 비롯하여 보석·내열합금(耐熱合金)·세라믹스 등도 가공할 수가 있다. 예를 들어 시계의 베어링으로 쓰이는 직경 1mm의 루비에게 직경 0.05mm의 구멍을 1초 동안에 10개 이상이나 뚫는다. 같은 레이저 가공기라도 출력을 달리 하면 갖가지 작업을 할 수 있다. 출력을 높여 연속적으로 빛, 물 , 공기를 이용한 뼈의 절단도 가능하다 오늘날 널리 사용되는 치과용 임플란트 레이저가 바로 그것이다.

### 암 치료에서 측정까지
의료 분야에서도 레이저는 눈부시게 활용되고 있다. 잘 알려져 있는 것이 레이저 메스로 이것은 레이저 광을 렌즈로 집광시켜 한 점에 조사(照射)하여, 강력한 에너지로 생체 조직을 순간적으로 증발, 기화(氣化)시켜서 절개하는 것이다. 절개되는 부분의 조직은 순간적으로 1500°C 이상이 되어 열에 의하여 증발해 버린다. 출력을 100°C 이하로 낮추면 조직은 응고되기 때문에, 종래의 메스보다도 출혈이 적어지므로 출혈이 많은 부위의 수술에 적합하다. 의료 분야에서는 레이저 메스로 대표되는 열 효과의 이용이 주였는데, 최근에는 다음 단계로 크게 진전되려 하고 있다. 이것은 광화학 반응을 이용하여 살세포 효과(殺細胞效果)를 얻으려는 것으로, 암 치료에 큰 기대가 모아지고 있다. 체내에 감작제인 헤마토프로필린 유도체라는 색소를 주입하면 성장속도가 빠른 암세포만이 반응한다. 이 반응이 생겼을 때 이 색소에 흡수되기 쉬운 레이저를 조사(照射)하면 암세포의 발육을 저지하고, 자유래디컬 물질이 생성되어 이물질이 암세포를 죽임으로 암이 치료되는 것이다. 최근에는 레이저를 치아에 조사하는 것만으로 치통을 멎게 한다든지, 이의 치료를 무통(無痛)으로 하는 방법도 고안되었다. 또한 흥미로운 일은 어떤 레이저를 이에 조사하면 치수(齒髓)의 반응성에 2차적인 석회화(石灰化)가 생긴다는 것을 발견한 것인데, 이것은 장차 충치 치료 방법을 크게 바꿀 가능성이 있다. 레이저에 의한 무통 치료의 경우도 왜 환자가 통증을 느끼지 않는지는 아직 밝혀지지 않고 있다. 레이저라고 하면 이제까지는 열 효과면만이 강조되어 왔지만, 앞으로는 좀 더 다른 면에서의 응용이 적극적으로 연구, 개발되어 갈 것이다. 치료 목적 이외의 검사에도 레이저가 이용되기 시작하고 있는데 이 분야에서도 획기적인 응용이 기대되고 있다. '살인 광선'이기는커녕 인류를 살리는 빛으로서 크게 기대되고 있는 것이다. 또 한 가지 주목되고 있는 분야로 레이저 계측(計測)이 있다. 과거에는 미리 알고 있는 두 점 사이를 맺는 선과 측정하고자 하는 지점과의 각도를 바탕으로 거리를 측정하여 의학적인 지도를 만들었는데, 레이저 계측법은 측정하고자 하는 지점에 기준점 놓고, 기점(基點)에서 레이저 광을 발사하여 되돌아오는 시간으로 거리를 구하려는 것이다. 미세한 세포간의 측정에서 안면부 계측까지 그이용도가 매우 다양하다.

## 레이저외과
레이저 외과수술은 기존의 메스 대신 레이저 메스를 이용하여 조직을 자르는 것이다. 연조직에서는 레이저 기화 원리를 이용하여 레이저 박피술을 시행하는데 이는 레이저가 조직의 분자결합을 용해하기 때문이다. 안과에서 사용되는 라식의 경우도 같은 원리를 이용한 것이다.

## 레이저 성형수술
레이저성형수술(Laser Surgery in Plastic Surgery)은 성형외과영역의 레이저 외과수술을 말한다. 1970년대초 성형외과전문의 이스라엘의 카를란교수가 이산화탄소레이저를 피부암절제와 혈관종치료에 사용하면서부터 시작되었으며 1994년 성형외과전문의인 세계레이저의학회회장 김진왕 박사
를 비롯한 국내 연구진에의한 극초단파 이산화탄소레이저(Ultra Short Pulsed Carbon Dioxide Laser)를 이용하여 동양인의 레이저 박피술이 시작되면서 본격적인 레이저성형수술시대가 열리게 되었다. 레이저 안검 성형, 레이저 내시경 성형수술 을 비롯한 레이저외과 수련과정이 시작되었고. 1996년 국제아시아태평양레이저의학회가 서울에서 열리면서 다양한 레이저 임상기술과 레이저박피 수술시대를 가속화하였다. 미국에서 실시하는 레이저외과 시술 시험 응시를 국내에서도할 수 있게 되었다.

### 레이저를 이용한 성형수술의 종류
레이저를 이용한 성형수술에서 제일 중요시하는 부분은 적응증과 금기사항이다.

#### 레이저박피술
초단파 고출력 이산화탄소 레이저를 이용하여 주변열조직 손상 없이 표피를 층층이 섬세하게 박피하는 최신 레이저 외과 술기를 말한다.
레이저 박피술은 레이저를 이용해 피부의 겉부분을 벗겨내 아래 부분에서 새로운 피부가 재생되는 원리를 이용한 치료법이다. 예전부터 피부질환이나 흉터 등의 치료에 사용됐다. 광노화가 진행된 30~60대 환자 1천명을 대상으로 레이저를 이용한 입술 주변 주름 박피술 시술 결과 99%의 만족도를 보이는 등 주로 흉터 제거에 이용되는 레이저 박피술이 입술 주변 주름 제거에도 만족도가 높은 것으로 나타났다.레이저 박피술은 레이저로 에너지의 강약을 일정하게 조절, 균일한 깊이로 박피를 시행해 안전성이 좋고 신속하게 박피를 시행할 수 있다. 좋은 효과 못지않게 부작용의 예방도 중요하다. 치료 부위의 피부에 필요한 영양분을 공급하기 위해 새로운 혈관이 많이 생기게 돼 시술 부위가 1~3개월 동안 붉은색을 띠며 때로는 6개월 이상 지속되기도 한다. 치료 후 색소 침착으로 인한 변색을 방지하기 위해 햇빛을 피하는 게 필수적이다.
- 적응증

피부의 병변이 표피에만 있는 경우, 주근깨 검버섯 노인성반점 지루성 각화증 표피성 모반, 외상성 반흔, 여드름흉터, 천연두반흔에 효과적이다. 노화된안면피부 입가주름에 효과적이다.
- 금기증

깊고 넓은 흉터, 기미, 햇빛에 민감한 피부, 비타민 A재제를 복용한 경우, 미백제크림에 민감한경우, 비현실적인 기대감이 있는환자, 정신 중독자, 약물 중독자이다.

#### 레이저 박피후 창상치료 피부관리, 성형수술후 레이저를 이용한 피부 관리
레이저박피후 초기에는 피부의 수분이 많아지도록 밀봉요법을 시행하고 후기에는 피부의 보습과 자외선 차단 그리고 자극으로부터의 차단이 시술결과에 매우 중요한 결정적인 영향을 미친다. 최근에는 고주파와 플리스마 분절형 레이저 부분 박피술의 병합으로 부작용을 줄이고 효과를 극대화하는 시술이 잇달아 개발되고 있다. 레이저는 이제 성형수술후 사후 관리에 보편적으로 사용되고 있고 레이저시술후 성형외과적인 사후 관리는 미용성형외과분야에 중요한 비중을 차지하게 되었다.

#### 레이저 제모, 혈관종치료, 모반제거
레이저기기가 발전하면서 특정 세포만을 골라서 제거하는 기술이 발전하였고 이에따른 레이저 제모, 혈관종, 모반제거가 이루어지게 되었다.

#### 레이저 안검성형
기존의 안검성형과는 달리 레이저를 이용한 쌍꺼풀 성형수술 , 레이저를 이용한 앞트임 뒷트임 성형수술 그리고 하안검 결막하 지방 제거술과 동시레이저박피수술을 이용한 하안검 성형수술이 있다.레이저를 사용할 경우 출혈이 적고 부기가 적어 회복이 빠르다. 최근에는 레이저와 보톡스나 필러 등을 병행한 애교주름 만들기 시술과 눈매교정 시술도 있다. 아이피엘(IPL)이나 고주파(RF)는 레이저는 아니라 할지라도 미국레이저외과헌장에 의한 레이저외과 영역에 포함된다.

#### 레이저 내시경을 이용한 안면윤곽성형수술
1998년 레이저 내시경 광대뼈축소수술 및 동시주름제거술 발표이후 레이저를 이용한 출혈이 적고 붓기가 줄어 동시에 하는 성형수술들이 가능하게 되었다.

#### 레이저를 이용한 창상치료
저출력 레이저를 이용한 화상 창상 치료술이 있다.

#### 레이저 지방 용해술
레이저 지방 용해술 (Laser Hypertonic Pharmachological Lypolysis)은 말 그대로 삼투압이 낮은,특수한 목적으로 지방이 용해되기 쉽도록 만드는 약물을 주사바늘이나 특수한 주입용 관을 통해서 지방조직에 직접 주입하고, 외부에서 지방용해를 용이하게 해주는 특수한 파장의 초음파, 또는 레이저를 조사해 주는 방법을 말한다. 저출력위 레이저와 저장성 투메센트 용액 약물을 이용하여 원하는 부위에 약1000CC 이하의 용액 주사를 한 후 일정시간 지난 후 일정한 전압의 저출력 레이저를 조사하여, 저장성 용액에 의한 지방분해 효과와 순환 촉진 작용 및 저출력 레이저에 의한 지방 분해 효과를 동시에 보고자 하는 비교적 비침습성의 지방분해술로 1998년 제6차 홍콩 국제동양미용성형외과학회(6th OSAPS)에서 김진왕 교수에 의해 처음 보고되었다.

#### 레이저 지방 파괴 흡입술
레이저 지방 파괴 흡입술(Laser Lipodestruction)이란 과거의 지방파괴술이 단순히 카눌라에 의존하는 것에 비하여 1064 nm,1340 nm 파장의 엔디 야그 레이저(Nd-Yag Laser)를 이용하여 지방과 지방막을 파괴하고 지방을 흡입하는 방식으로 기존의 지방흡입수술에 비하여 출혈과 통증이 적고 콜라겐 합성이 증가 되어 피부의 탄력도를 증징시키는 방법으로 1998년 김진왕 교수에 의해 국제동양미용성형외과학회에 처음으로 보고되었다.

#### 레이저 회음부, 소음순 성형
레이저를 이용한 회음부와 소음순등을 출산전 본래의 해부학적인 위치로 복원시키는 수술이다.

#### 레이저 광역학 시술

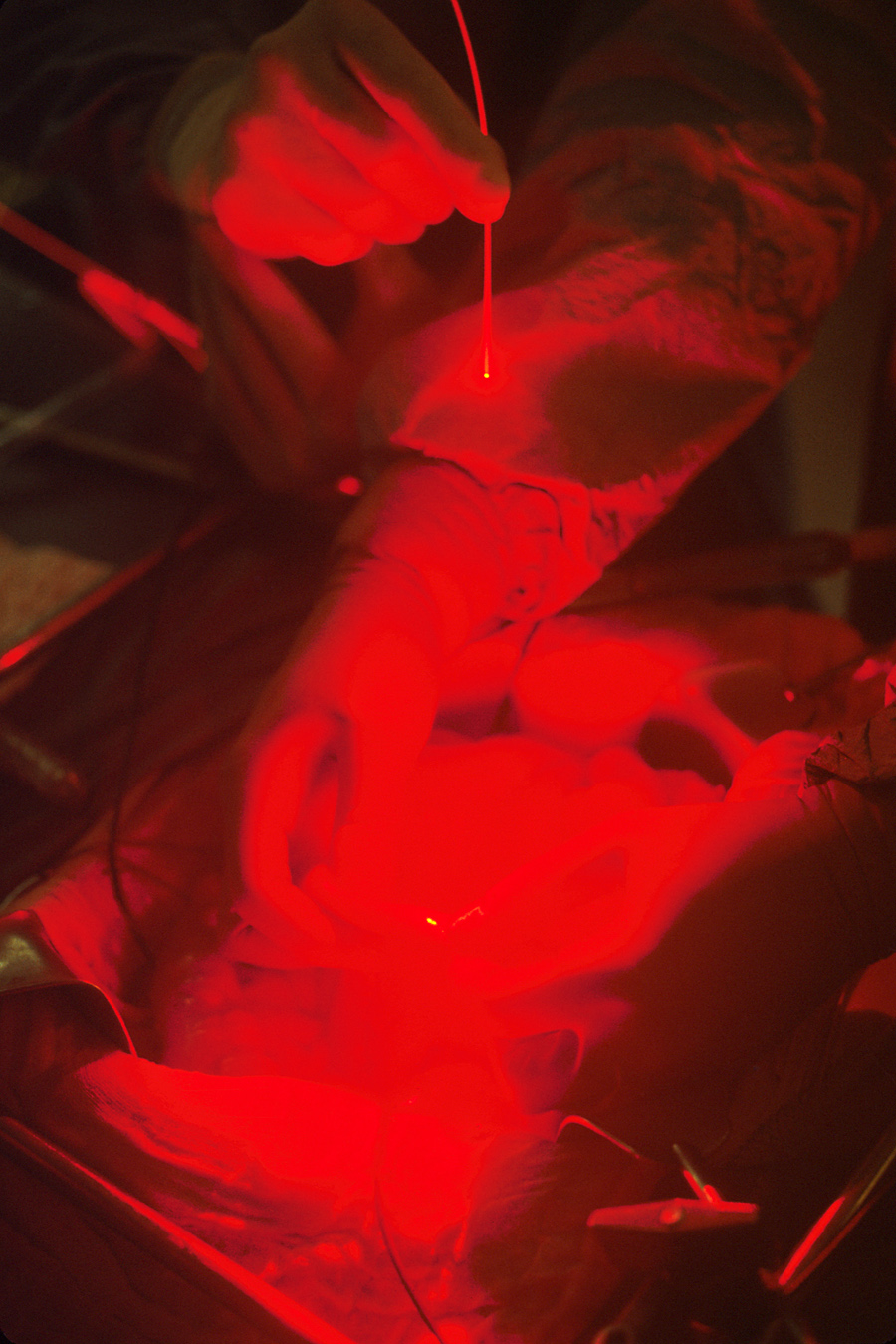
광역학치료란 광감작제를 암세포에 투여한 뒤 레이저조사로 암세포만을 선택적인 궤사시킬수 있는 최신 암 치료법이다.

광역학치료는 표적세포만을 궤사시키는 치료로 표적세포에 침투시키는 광감작제 투여가 다른 레이저 시술과 차이점이다. 피부암, 검버섯과 여드름 치료등에 이용된다.

#### 레이저를 응용한 성형수술
- 레이저를 이용한 반흔제거
- 레이저를 이용한 지방용해술
- 레이저 정맥류 혈관종 치료
- 레이저를 이용한 모반제거
- 레이저를 이용한 제모수술
- 레이저를 이용한 모발이식

## 같이 보기
- 조레스 알페로프

## 참고 및 관련 문헌
- 1~12회 국제아시아태평양레이저의학회 초록집
- 1회 세계아시아태평양미용성형외과학회 초록집
- 1~28회 미국레이저의학회 초록집
- 1~17회 세계레이저의학회 초록집
- 《레이저성형》. 군자출판사. 2008년. ISBN 978-89-7089-351-8. 2000년 2월 20일 확인에 확인함.
- 대한광역학학회 (2007년). 《광역학치료》. 고려의학. ISBN 978-89-7043-555-8. 2009년 2월 19일에 확인함.
- 《미용성형 - 부위별 미인만들기》. 군자출판사. 2002년. ISBN 89-7089-277-X. 2009년 2월 20일에 확인함.
- 연세대학교 대학원 2001년 박사학위 논문집: 저자 김진왕 "이산화탄소 레이저가 인체피부의 색깔 변화, 박피 깊이 및 조직학적 반응에 미치는 영향"[17]
- 미국레이저의학회지
- 세계미용성형외과학회지
- 세계레이저의학회지